# Свети Никола (Горно Сълне)
Вижте пояснителната страница за други значения на Свети Никола.
„Свети Никола“ (на македонска литературна норма: Свети Никола) е българска православна църква в скопското село Горно Сълне, Северна Македония. Част е от Скопската епархия на Македонската православна църква – Охридска архиепископия.
Църквата е стара, от неизвестен период през средновековието, като по-късно е обновена. В нея работи дебърският майстор Яков Зографски. В църковния двор има профилирани мраморни блокове.